# Strobalenbouw

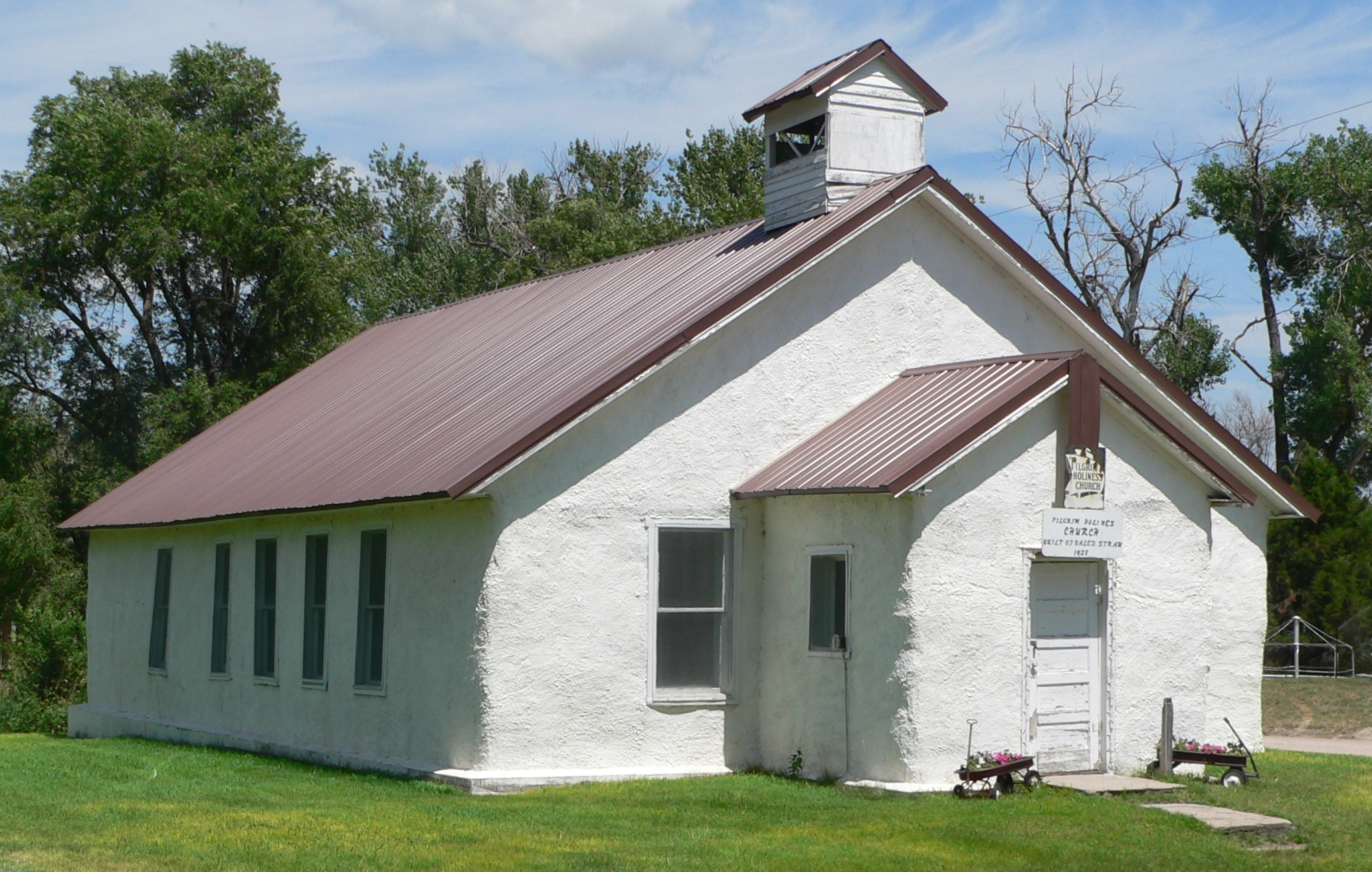
Arthur Pilgrim Holiness Church, een strobalen kerkje uit 1928 in Nebraska.

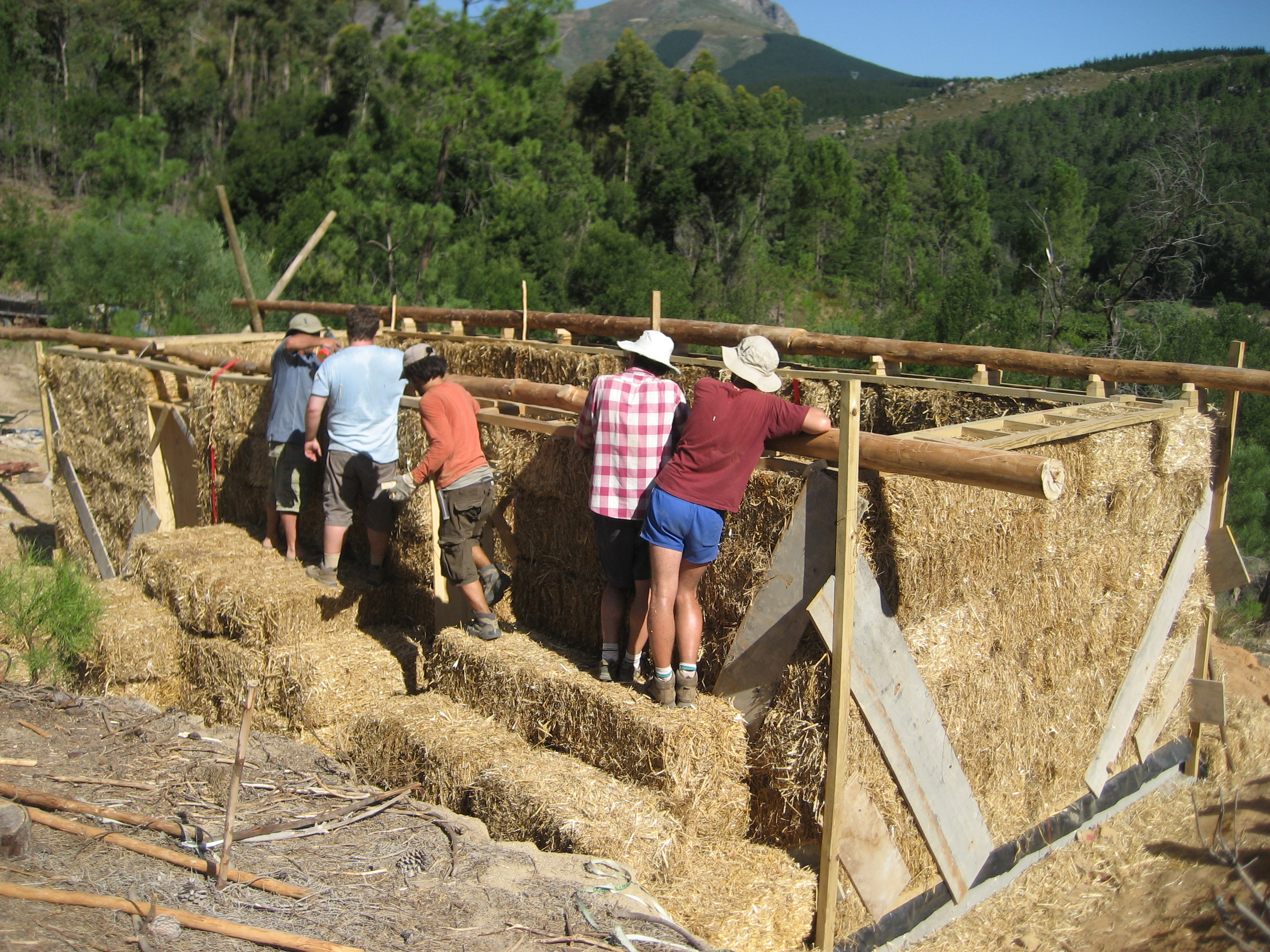
Strobalenhuis in aanbouw

Strobalenbouw is een bouwwijze die strobalen gebruikt voor de muurstructuur. Het is een kostenbesparende en ecologische constructiemethode die onder meer zelfbouwers aanspreekt, maar die arbeidsintensief is. 

## Geschiedenis
Eind 19e eeuw begonnen arbeidsmigranten in de Amerikaanse staat Nebraska strobalenwoningen te bouwen uit noodzaak. Hout of steen was nauwelijks voorhanden en de bodem was niet geschikt voor stampbouw. Daarom gebruikten ze het product van de korte tijd eerder uitgevonden balenpers. Het bouwtype ontstond dus uit gebrek maar bleek uitstekende bouwfysische eigenschappen te hebben.

## Constructie
Het bouwmateriaal bestaat uit balkvormige strobalen van tarwe, rijst of andere gewassen. Er wordt onderscheid gemaakt tussen dragende en niet-dragende constructies. In de dragende strobalenbouw bestaan de wanden volledig uit strobalen en dragen ze de dakbelasting. In de niet-dragende strobalenbouw vormt een  houtskelet de draagconstructie en worden de ruimtes tussen de balken opgevuld met stro. Dit type komt grotendeels overeen met het klassieke vakwerkhuis. Tussen deze twee types in bestaan tal van mengvormen. De meeste hybride constructies laten de strobalen en het houtskelet elk ongeveer de helft van de last dragen. Dit ontwerp combineert de voordelen van beide constructieprincipes: sterk persen van de strobalen voor hoge isolatiewaarden en gecontroleerd zettingsgedrag.   
Bij het bouwen van een strobalenwoning moet speciale aandacht worden besteed aan de vochtbescherming, omdat natte strobalen hun isolerende werking verliezen en beginnen te rotten. De bescherming wordt bereikt door een ruime dakoversteek, een waterkering tegen grondvocht, en muurbedekking (meestal hout of pleister). Voor de brandwerendheid mag er in veel landen geen ruimte zijn tussen het stro en de muurbedekking, wat de mogelijkheden van drogen door natuurlijke ventilatie beperkt.